# Unfinished Business (álbum de Nathan Sykes)
Unfinished Business es el álbum debut del cantante, compositor y exmiembro de The Wanted, Nathan Sykes lanzado el 11 de noviembre de 2016 por Global Entertainment. Tiene las colaboraciones de Ariana Grande y G-Eazy.

## Lista de canciones
- Edición estándar

| Unfinished Business |                                      |              |               |          |  |
| N.º                 | Título                               | Escritor(es) | Productor(es) | Duración |  |
| 1.                  | «Good Things Come to Those Who Wait» | Nathan Sykes |               | 3:38     |  |
| 2.                  | «Kiss Me Quick»                      | Sykes        | Choi          | 3:07     |  |
| 3.                  | «Money»                              |              |               | 3:18     |  |
| 4.                  | «Freedom»                            | Chapman      | LDN Noise     | 2:51     |  |
| 5.                  | «Twist»                              | Sykes        | Samuels       | 4:01     |  |
| 6.                  | «I Can't Be Mad»                     | Sykes        |               | 4:07     |  |
| 7.                  | «There's Only One of You»            |              |               | 3:54     |  |
| 8.                  | «Famous»                             | Sykes        | Samuels       | 4:10     |  |
| 9.                  | «Give It Up» (featuring G-Eazy)      | Sykes        | Bell          | 3:27     |  |
| 10.                 | «More Than You'll Ever Know»         | Sykes        | Riley         | 3:25     |  |
| 11.                 | «Over and Over Again»                | Sykes        | Samuels       | 4:07     |  |
| 12.                 | «I'll Remember You»                  |              |               | 4:06     |  |

- Edición deluxe

| Unfinished Business |                                                 |              |               |          |  |
| N.º                 | Título                                          | Escritor(es) | Productor(es) | Duración |  |
| 13.                 | «Tears in the Rain»                             |              |               | 4:23     |  |
| 14.                 | «Over and Over Again» (featuring Ariana Grande) | Sykes        | Samuels       | 4:06     |  |
| 15.                 | «Taken»                                         | Diane Warren |               | 2:48     |  |
| 16.                 | «Burn Me Down»                                  |              |               | 3:59     |  |

- Vinyl Double LP

| Unfinished Business |                   |              |             |          |  |
| N.º                 | Título            | Escritor(es) | Producer(s) | Duración |  |
| 17.                 | «I'd Rather Lose» |              |             |          |  |